# Королівство Югославія
Королівство Югославія (серб. Краљевина Југославија; хорв. Kraljevina Jugoslavija) — королівство на Балканах, яке існувало у 1929—1941 роках. Держава була створена 6 січня 1929 року після державного перевороту короля Олександра I. До цього, з 1 грудня 1918 року, країна мала офіційну назву Королівство Сербів, Хорватів і Словенців, скорочено КСХС (серб. Краљевина Срба, Хрвата і Словенаца), хоча термін «Югославія» був уживаний від самого початку.
17 квітня 1941 року Югославію окупували Третій Рейх, фашистське Італійське королівство, Угорське королівство та Болгарське царство, які й поділили між собою значну частину території королівства. На решті території до 1944—1945 рр. існували напівнезалежні: Незалежна Держава Хорватія, Сербія та Королівство Чорногорія.
Об'єднану державу відновили 1945 року спочатку як Демократичну Федеративну Югославію, яку того ж року перейменували на Федеративну Народну Республіку Югославію, а довоєнна площа держави збільшилася за рахунок територій, доданих від Італії.

## Утворення
Королівство утворено 1 грудня 1918 під назвою «Королівство Сербів, Хорватів і Словенців» (серб. Краљевина Срба, Хрвата и Словенаца / Kraljevina Srba, Hrvata i Slovenaca, хорв. Kraljevina Srba, Hrvata i Slovenaca, словен. Kraljevina Srbov, Hrvatov in Slovencev) або — скорочено — Королівство СХС (Краљевина СХС / Kraljevina SHS).
1 грудня 1918 новим королем було оголошено Олександра I Карагеоргієвича, принцом-регентом був його батько Петр I Карагеоргієвич. Нове Королівство було складено з доти незалежних королівств Сербії і Чорногорії (які об'єдналися за місяць до того; це рішення 30 листопада 2018 року скасувала чорногорська Скупщина), а також частини території Австро-Угорщини.
Австро-Угорські землі, що увійшли до нової держави: Хорватія, Славонія і Воєводина з угорської частини імперії, Крайна, частина Штирії і більша частина Далмації — з австрійської частини, а також коронна земля Боснія і Герцеговина.
Створення держави підтримували панславісти і сербські націоналісти. Мета панславістського руху — об'єднання всіх південних слов'ян або «югославів» у єдиній державі і припинення розбрату. Сербські націоналісти вперше досягли довготривалої мети об'єднання сербів усіх Балкан у єдиній державі.
Королівство Югославія мало кордони з Італією і Австрією на північному заході, Угорщиною та Румунією — на півночі, Болгарією — на сході, Грецією й Албанією — на півдні, й омивалося Адріатичним морем на заході.
За результатами плебісциту в провінції Каринтія (частково заселеної словенцями) більша її частина залишилася в Австрії.
Далмацьке портове місто Задар (італ. Zara) і деякі з далмацьких островів були передані Італії.
Місто Рієка (італ. Fiume) було оголошено Вільною Державою Рієка, але вже 1924 року Рієку анексувала Італія.
Напруга на кордоні з Італією тривала. Італія домагалася земель на далматинському узбережжі, а Югославія — Істрії, частини Австрійського Примор'я, анексованого Італією, де мешкало багато хорватів і словенців.
Новий уряд намагався об'єднати нову країну політично і економічно, завдання було важким через велику різноманітність мов, національностей і релігій у новій державі, різну історію регіонів, і великі відмінності в економічному розвитку серед регіонів.

## Адміністративний устрій
Первісно до складу Королівства Югославія входили:
1. Дравська бановина (Любляна)
2. Приморська бановина (Спліт)
3. Зетська бановина (Цетинє)
4. Савська бановина (Загреб)
5. Моравська бановина (Ниш)
6. Врбаська бановина (Баня-Лука)
7. Дринська бановина (Сараєво)
8. Вардарська бановина (Скоп'є)
9. Дунайська бановина (Нові-Сад)
10. столиця Белград

## Падіння королівства

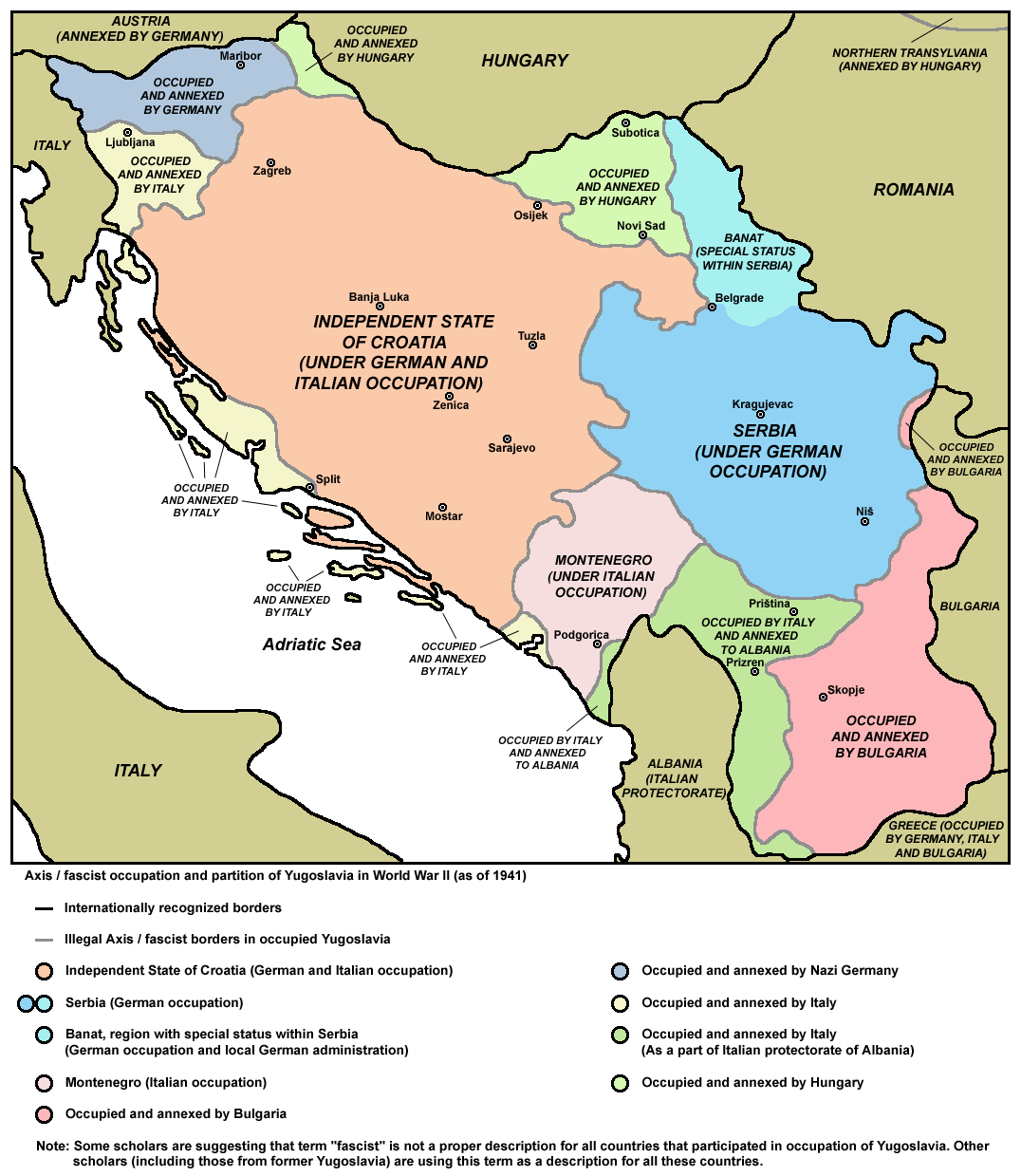
Розділ окупованої Югославії між країнами-окупантами

Боячись вторгнення країн Осі під час Другої світової війни, регент князь Павло підписав Берлінський пакт (1940) 25 березня 1941, заклавши співпрацю з Віссю. Після підписання пакту пройшли масові демонстрації протесту в Белграді.
27 березня режим князя Павла було повалено під час військового заколоту за підтримки Британії. Сімнадцятирічний Петар II був оголошений головою держави. Генерал Душан Симович став прем'єр-міністром. Королівство Югославія перестало підтримувати Вісь 'de facto', без уточнення про вихід з Берлінського пакту.
Хоча новий уряд опонував нацистській Німеччині, він також боявся, що якщо німецький диктатор Адольф Гітлер нападе на Югославію, Сполучене Королівство не буде мати реальної можливості допомогти. 6 квітня 1941 Вермахт розпочав Югославську операцію і швидко окупував Югославію. Королівська сім'я, у тому числі князь Павло, втекли за кордон і були інтерновані Британією у Кенії.
Королівство Югославії скоро було поділено Віссю на декілька частин між Німеччиною, Італією, Угорщиною та Болгарією, які також анексували деякі прикордонні області. Велика Німеччина розширилася за рахунок Словенії. Італія додала «Губернаторство Далмація» (італ. Governatorato di Dalmazia) до Італійської Колоніальної Імперії. Угорщина відірвала від Югославії Бачку, Бараню, Меджимур'я і Прекмур'я, а Болгарія приєднала до себе Македонію та Західну Фракію.
Розширена Хорватія була визнана Віссю як Незалежна Держава Хорватія. Офіційно НДХ була королівством, а Томіслав II був коронований як король Хорватії.
Сербські території були під військовою адміністрацією Німеччини, керованою військовими губернаторами і сербським цивільним урядом Мілана Недича. Недич зробив спробу досягти визнання німцями Сербії як держави-наступниці Югославії, а Петра II — як сербського монарха.
Маріонеткові держави були також утворені в Чорногорії і Південній Югославії.

### Вигнання і ліквідація
Петро II Карагеоргієвич, який був у вигнанні, все ще визнавався союзниками як король усієї Югославії. З 13 травня 1941 сербська «Югославська Армія на Батьківщині» (Jugoslovenska vojska u otadžbini, JVUO, або четники) розпочала опір окупації Віссю. Цим антинімецьким і антикомуністичним рухом Опору командував генерал-рояліст Дража Михайлович. Довгий час четників і Югославський королівський уряд у вигнанні Петра II підтримували Велика Британія і США.
Але під час війни реальна влада перейшла до рук тітовських комуністичних партизанів. У 1943 Тіто проголосив створення Демократичної Федеративної Югославії (Demokratska federativna Jugoslavija). Поступово союзники визнали війська Тіто найбільшою силою, що протистоїть німецькій окупації. Вони почали спрямовувати більшість своєї допомоги партизанам Тіто, а не роялістським четникам. 16 червня 1944 був підписаний Висовський договір, який визнає de facto і de jure партизанів Тіто урядом Югославії.
На початку 1945, після вигнання німців, Королівство Югославія було формально відновлено. Але реальну політичну владу мали комуністи Тіто. 29 листопада короля Петра II було позбавлено корони комуністичними Зборами Югославії, коли він все ще був у вигнанні. 2 грудня комуністична влада зайняла всю територію Демократичної Федеративної Югославії. Нова Югославія зайняла ту ж територію, що і Королівство Югославія.

## Зовнішня політика

### Про-Антантовський уряд
Королівство мало близькі взаємини з країнами Антанти.

#### Мала Антанта
У 1920—1921 рр. Королівство Югославія, Чехословаччина і Румунія сформували Малу Антанту, щоб перешкодити Угорщині повернути території, втрачені нею після Першої Світової війни. Альянс невдовзі розпався.

#### Балканський альянс
У 1924 Королівство Югославія сформувало Балканську Антанту разом з Грецією, Румунією та Туреччиною задля збереження рівноваги на Балканах. У 1934 році альянс розпався.

#### Радянська Росія
Королівство Югославія було одним із послідовних противників радянської влади та СРСР, а також комуністичного руху, оскільки в країні опинилося у вимушеній еміграції десятки тисяч громадян колишньої Російської імперії, що брали участь у визвольних змаганнях 20-х років, переважно колишніх вояків з білих армій Денікіна і Врангеля. У 1920-ті роки СРСР визнала більшість європейських країн, а Югославія зробила це лише в червні 1940. Компартію Югославії було заборонено і вона залишалася в підпіллі аж до початку окупації Югославії країнами Осі.

#### Україна
Від жовтня 1938 до початку Другої світової війни югославська преса уважно стежила за подіями в Карпатах, зокрема белградська «Політика» й ін.  Журнал «Нова Европа»  мав тематичний розділ «Малоруси й Україна», в якому друкувалися українські письменники.
На територію Югославії через Румунію дісталися сотні втікачів з Карпатської України. В Югославії вони знайшли прихильність юґославського уряду й допомогу місцевого, зокрема українського, населення, яке відкрито висловлювало свої антиугорські настрої. Від 19 березня 1939 р. у Белграді тимчасово перебував президент Карпатської України Августин Волошин. Крім нього ще 9 вищих урядовців та інші; невдовзі вони перейшли до окупованої Чехо-Словаччини й Німеччини.

## Правителі

### Королі
| Ім'я                                      | Портерт                    | Спадкове право                                                                        | Монарший рід         | Зауваження |
| ----------------------------------------- | -------------------------- | ------------------------------------------------------------------------------------- | -------------------- | --- |
| Петро I 1 грудня 1918– 16 серпня 1921     | Петро I Карагеоргієвич     | попередньо Король Сербії, проголошений Королем представниками країн Південних Слов'ян | Дім Карагеоргієвичів | Носив титул «Король Сербів, Хорватів та Словенців». Принц Олександр виконував обов'язки регента протягом його останніх років.    |
| Олександр I 16 серпня 1921– 9 жовтня 1934 | Олександр I Карагеоргієвич | син попередника                                                                       | Дім Карагеоргієвичів | Змінив титул на «Король Югославії» в 1929 році. Вбитий у Марселі.                                                                |
| Павло 9 жовтня 1934– 27 березня 1941      | Принц Павло Карагеоргієвич | кузен (двоюрідний брат) попередника                                                   | Дім Карагеоргієвичів | Принц Регент для Петра II. |
| Петро II 9 жовтня 1934– 29 листопада 1945 | Петро II Карагеоргієвич    | син попередника                                                                       | Дім Карагеоргієвичів | Принц Павло діяв, як регент до усунення 27 березня 1941 року; у вигнанні з 17 квітня 1941 року, зречення 29 листопада 1945 року. |

### Список прем'єр-міністрів

#### 1918—1929
| Ім'я та прізвище  | Обійняв посаду   | Залишив посаду   |
| ----------------- | ---------------- | ---------------- |
| Нікола Пашич      | 1 грудня 1918    | 22 грудня 1918   |
| Стоян Протич      | 22 грудня 1918   | 16 серпня 1919   |
| Любомир Давидович | 16 серпня 1919   | 19 лютого 1920   |
| Стоян Протич      | 19 лютого 1920   | 16 травня 1920   |
| Міленко Веснич    | 16 травня 1920   | 1 січня 1921     |
| Нікола Пашич      | 1 січня 1921     | 28 липня 1924    |
| Любомир Давидович | 28 липня 1924    | 6 листопада 1924 |
| Нікола Пашич      | 6 листопада 1924 | 8 квітня 1926    |
| Нікола Узунович   | 8 квітня 1926    | 17 квітня 1927   |
| Велимир Вукичевич | 17 квітня 1927   | 28 липня 1928    |
| Антон Корошец     | 28 липня 1928    | 7 січня 1929     |
| Петар Живкович    | 7 січня 1929     | 3 листопада 1929 |

#### 1929—1945
| Ім'я та прізвище   | Обійняв посаду   | Залишив посаду  |
| ------------------ | ---------------- | --------------- |
| Петар Живкович     | 3 листопада 1929 | 4 квітня 1932   |
| Воїслав Маринкович | 4 квітня 1932    | 3 липня 1932    |
| Мілан Срскич       | 3 липня 1932     | 27 січня 1934   |
| Нікола Узунович    | 27 січня 1934    | 22 грудня 1934  |
| Боголюб Євтич      | 22 грудня 1934   | 24 червня 1935  |
| Мілан Стоядинович  | 24 червня 1935   | 5 лютого 1939   |
| Драгіша Цветкович  | 5 лютого 1939    | 27 березня 1941 |
| Душан Симович      | 27 березня 1941  | 12 січня 1942   |
| Слободан Йованович | 12 січня 1942    | 26 червня 1943  |
| Мілош Трифунович   | 26 червня 1943   | 10 серпня 1943  |
| Божидар Пурич      | 10 серпня 1943   | 8 липня 1944    |
| Іван Шубашич       | 8 липня 1944     | 30 січня 1945   |
| Драго Марушич      | 30 січня 1945    | 7 березня 1945  |